# Tarxien Rainbows
Der Tarxien Rainbows Football Club ist ein maltesischer Fußballclub aus der Stadt Tarxien, der derzeit in der Maltese Premier League spielt. Er trägt wie die meisten anderen maltesischen Clubs seine Spiele im Ta’ Qali-Stadion, dem Nationalstadion Maltas, aus.

## Geschichte
Der Verein wurde 1944 als Little Rainbows gegründet. 1946 fusionierte er mit dem Hibernians Football Club, doch bereits 1949 wurde die Fusion wieder gelöst und seither ist der Verein erneut eigenständig.

## Weblink
- Offizielle Website